# Alchornea aquifolia
Alchornea aquifolia är en törelväxtart som först beskrevs av Js.Sm., och fick sitt nu gällande namn av Karel Domin. Alchornea aquifolia ingår i släktet Alchornea och familjen törelväxter. Inga underarter finns listade i Catalogue of Life.